# Mậu Thân
Mậu Thân (chữ Hán: 戊申) là kết hợp thứ 45 trong hệ thống đánh số Can Chi của người Á Đông. Nó được kết hợp từ thiên can Mậu (Thổ dương) và địa chi Thân (khỉ). Trong chu kỳ của lịch Trung Quốc, nó xuất hiện trước Kỷ Dậu và sau Đinh Mùi.

## Các năm Mậu Thân
Giữa năm 1700 và 2200, những năm sau đây là năm Mậu Thân (lưu ý ngày được đưa ra được tính theo lịch Việt Nam, chưa được sử dụng trước năm 1967):
- 1728
- 1788
- 1848
- 1908 (2 tháng 2, 1908 – 21 tháng 1, 1909)
- 1968 (29 tháng 1, 1968 – 15 tháng 2, 1969)
- 2028 (26 tháng 1, 2028 – 12 tháng 2, 2029)
- 2088 (24 tháng 1, 2088 – 9 tháng 2, 2089)
- 2148

## Sự kiện năm Mậu Thân
- 1968 – Sự kiện Tết Mậu Thân